# Ergas Leps
Ergas Leps, född 25 augusti 1939, är en friidrottare från Kanada. Han deltog vid olympiska sommarspelen 1960 och olympiska sommarspelen 1964.